# NGC 6518
NGC 6518 este o galaxie situată în constelația Hercule. A fost descoperită în 18 iunie 1884 de către Édouard Stephan⁠(d). Se află la o distanță de 97,3 de megaparseci de Pământ.